# Andrés de Vandelvira

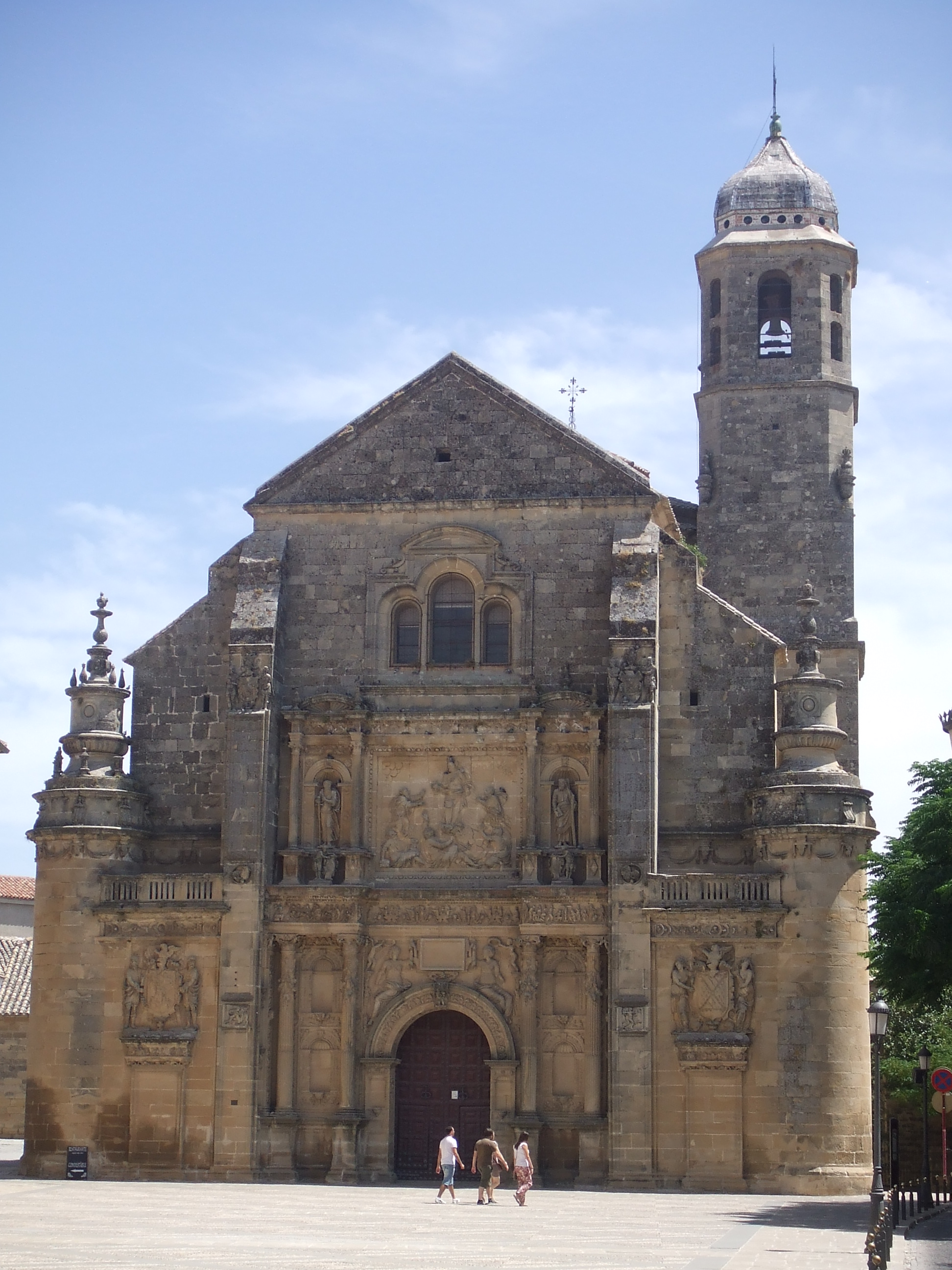
La Sacra Capilla del Salvador en Úbeda es una las obras cúlmen de Vandelvira, encargada por el secretario de Estado Francisco de los Cobos.

Andrés de Vandelvira, Vandaelvira o Valdelvira (Alcaraz, c. 1505-Jaén, 1575) fue un arquitecto y cantero renacentista español.
Fue un varón de gran cultura; estudió los tratados más famosos de la época, y los puso en práctica gracias a los mecenas que encontró, principalmente en la provincia de Jaén, como la misma Diócesis, quien le encomendó la Catedral jiennense, y los nobles relacionados con la familia Cobos en Úbeda, como Francisco de los Cobos y Molina, quien le mandó construir la Sacra Capilla del Salvador. Conocedor y heredero de la larga tradición gótica en la península, destacó por el uso de la bóveda vaída y de otras ingeniosas soluciones constructivas.

## Biografía

### Primeros años
De posible origen flamenco, atendiendo a su apellido, debe descartarse que se formase al lado de su supuesto padre al que Antonio Ponz y Eugenio Llaguno y Amirola llamaron Pedro de Vandelvira, que había estudiado en Italia. En todo caso, ya en 1523, cuando rondaría los dieciocho años, se le documenta haciendo modestos trabajos de cantería en Alcaraz, como el convento de San Francisco y la iglesia de San Ignacio. Pudo aprender el oficio con Francisco de Luna, maestro de cantería, pues contrajo matrimonio con su hija Luisa de Luna, de Villacarrillo, con la que tuvo siete hijos, uno de los cuales, Alonso de Vandelvira, escribió un Libro de cortes de piedra, en el cual difunde la disciplina de la montea o estereotomía o plano constructivo en tres dimensiones, que ayudó a que la obra técnica de su padre fuera conocida en Europa. 
Con 21 años aparece Vandelvira en unas ambiciosas obras del Convento de Uclés, obra iniciada por Francisco de Luna en 1529; su participación, «a la sombra de la escuela plateresca toledana», es uno de los ingredientes formativos de su personalidad. Llevado por esta influencia realizó en 1531 la plaza mayor de su localidad natal, en Alcaraz, y numerosas construcciones civiles y religiosas alrededor de esta como la portada del Alhorí y la torre del Tardón.

### Provincia de Jaén
Existen evidencias de que en 1533 habitó en Villacarrillo, comenzando su etapa en la provincia de Jaén, donde intervino en iglesia de la Asunción, realizada en tres naves divididas por cinco columnas corintias por banda y el retablo mayor y colaterales. En dicha parroquia fundó una capellanía a favor de su hijo el presbítero y licenciado Pedro de Vandelvira. En este municipio fue donde nacieron la mayoría de sus hijos, donde acopió la mayor parte de su patrimonio e incluso adquirió una vivienda que conservó hasta su muerte. Gracias a su mentor Francisco de Luna, trabajó en pequeñas obras en Orcera, Hornos y Segura de la Sierra.

#### Úbeda
En esos años se encontraba Francisco de los Cobos, secretario de Estado del emperador Carlos I, realizando un gran proyecto de modernización de la ciudad de Úbeda con la construcción de nuevas y grandes instalaciones. Vandelvira, conocedor de estos hechos, marchó hacia Sabiote y, más tarde, Úbeda, donde se adjudicó las obras de la Sacra Capilla del Salvador en 1536, proyecto iniciado por Diego de Siloé para la construcción de un templo funerario para De los Cobos, y del convento de Santa Clara.

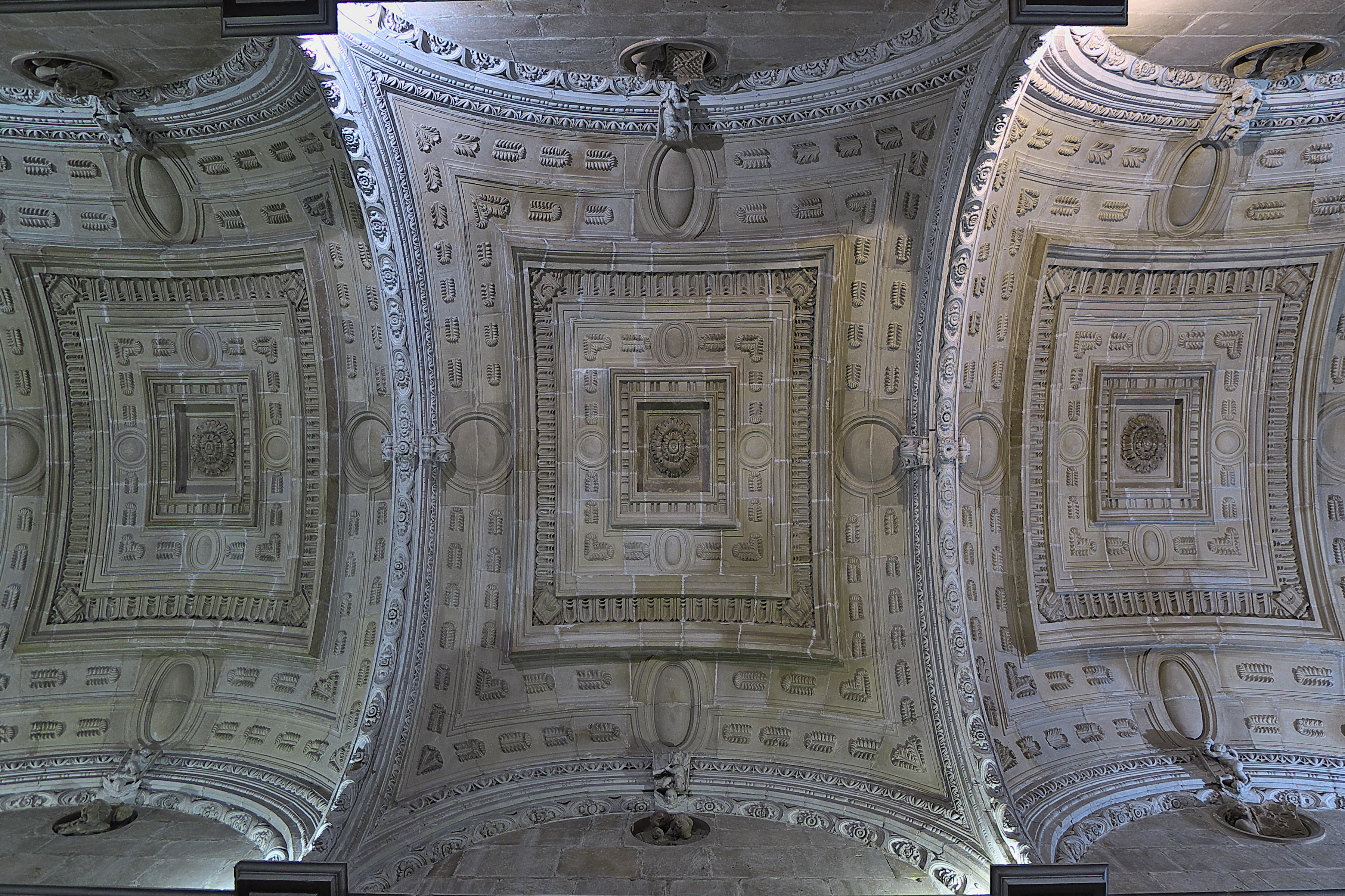
La bóveda vaída es uno de los elementos más característicos de Vandelvira, usada en múltiples edificios como la Sacra Capilla del Salvador.

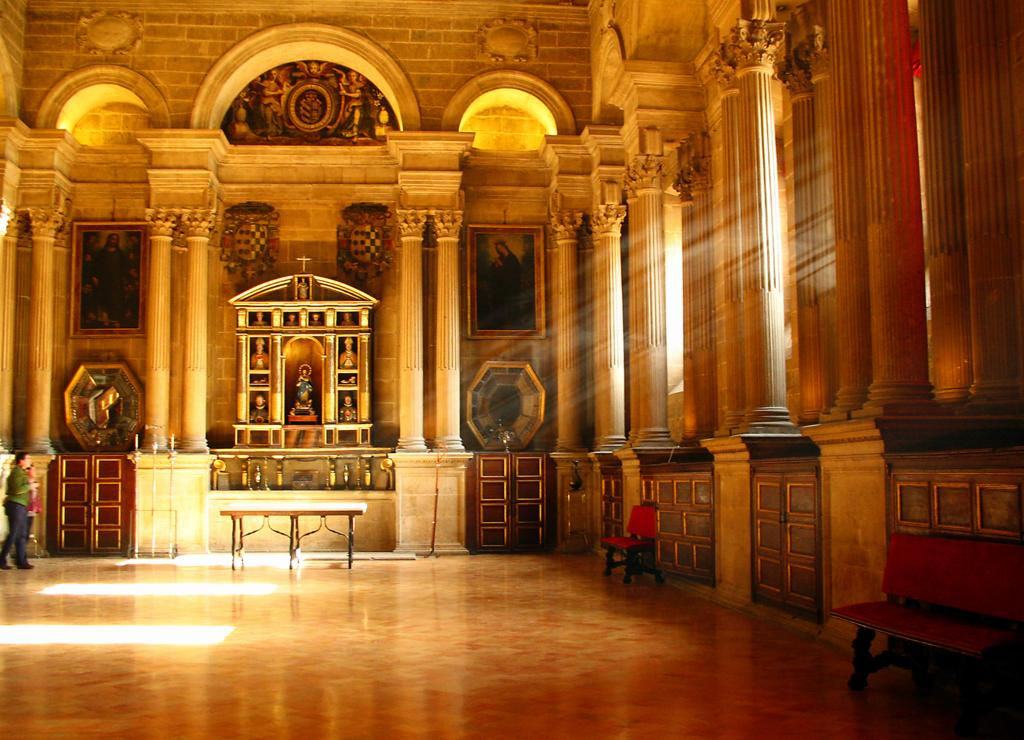
La sacristía de la Catedral de Jaén, realizada por Vandelvira.

A partir de entonces los encargos no pararon: el deán Fernando Ortega le encomendó la denominada iglesia de San Nicolás, así como el palacio del Déan Ortega, junto a la iglesia del Salvador; mientras que el Consejo de Úbeda le encargó el puente Ariza y otras obras civiles. Estas construcciones llevaron al inicio del establecimiento de mansiones para la familia Cobos como el palacio de las Cadenas, realizado para el también secretario de Estado Juan Vázquez de Molina; el palacio Vela de los Cobos, encargado por Francisco Vela de los Cobos, alcalde de la ciudad; el Hospital de Santiago, para el obispo de Jaén Diego de los Cobos; o el palacio del marqués de la Rambla. Todas esta construcciones le llevaron a residir en Úbeda aproximadamente entre 1536 y 1555.

#### La catedral de Jaén y otras obras provinciales
Entre otras actuaciones en la provincia, fue el encargado de edificar para Rodrigo Messia Carrillo, señor de La Guardia de Jaén, el convento de Santo Domingo, también conocido como de Santa María Magdalena; el proyecto de la iglesia de Santa María de Cazorla, actualmente en ruinas. En Baeza, probablemente queriendo replicar el modelo de Francisco de los Cobos, Diego Valencia de Benavides, noble local, encargó a Vandelvira la construcción de una capilla funeraria en la iglesia de San Francisco en 1558, conocida como capilla de los Benavides, por desgracia perdida en parte tras el terremoto de 1755.
Centrado en su época de mayor madurez artística, Vandelvira participó en el concurso para la realización de la Catedral de Jaén, al que ya habían sido convocados otros artistas de renombre como Jerónimo Quijano y Pedro Machuca, aunque finalmente fue Vandelvira quien adquirió el puesto de maestro mayor de obras en 1553. Durante su vida solo pudo terminar un cuerpo adicional, donde se encontraba la sacristía, la sala capitular y la bóveda de enterramiento con las dependencias altas. El contrato en la catedral jiennense evocaba la necesidad de recuperar también otros proyectos dirigidos por la diócesis de Jaén, como la modernización de otros templos religiosos del estilo gótico al renacentista, tal y como se encomendó en la Catedral de Baeza, así como la iglesia de la Inmaculada Concepción de Huelma, la basílica de Santa María la Mayor de Linares y el santuario de la Virgen de la Cabeza.
También se le atribuye la traza de la nave central de la iglesia de La Asunción en Jódar.
Vandelvira mostró su disposición a ser enterrado en la basílica de San Ildefonso de Jaén con la túnica de la cofradía de la Vera Cruz, aunque sus restos mortales aún no han sido localizados.

### Otros
Fueron numerosos los encargos de Vandelvira fuera de la provincia de Jaén, destacando los elaborados en la provincia de Cuenca, donde intervino en la Catedral de Cuenca, donde alcanzó de puesto de maestro mayor (1560-1567) sin obligación de residencia, comprometido en Jaén; el puente de San Pablo en la misma ciudad, así como en la iglesia de Santiago Apóstol y la Casa Consistorial de la ciudad de San Clemente (1554). Asimismo, fue consultado para el diseño de la catedral de Málaga (1550), nuevas dependencias en la catedral de Sevilla o la tasación de las remodelaciones en una capilla de la catedral de Guadix. Iglesia de la Asunción en Hellín con réplicas de la catedral de Jaén.

## Honores

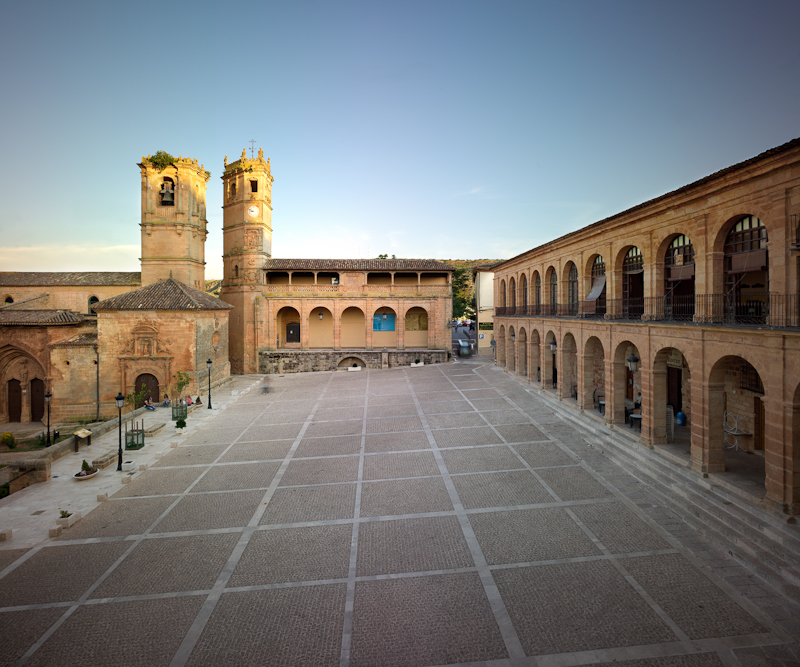
Plaza Mayor de Alcaraz (Albacete).

En noviembre de 2011 levantó columnas en la ciudad de Jaén la Respetable Logia Andrés de Vandelvira, n.º 175 de la Gran Logia de España (GLE), la cual trabaja el Rito Francés.
En su honor se le puso nombre a la Autovía A-32 Linares-Albacete «Andrés de Vandelvira». También lleva su nombre en su honor el Colegio Cooperativa Andrés de Vandelria de Jaén, el Instituto de Educación Secundaria Andrés de Vandelvira de Albacete y el Instituto de Educación Secundaria Andrés de Vandelvira de Baeza,  Jaén.